# مجموعة قاعدة معطيات BioCyc
مجموعة قاعدة معطيات BioCyc هي مجموعة من قاعدة معطيات حيوية. قاعدة المعطيات مع BioCyc تشرح معلومات عن الجينوم والطريقة الحيوية لالكائنات العضوية للفرد. وتم تبنيها من قبل معهد ستانفورد العالمي للابحاث في مينلو بارك، سان ماتيو، كاليفورنيا.
قاعدتي معطيات في BioCyc تم رعايتها بشكل كبير ،يعني أنها حصلت على تحديث يدوي موسع بمعلومات من الأدب العلمي. هاتان القاعدتان هما EcoCyc وميتاسيك. قواعدة المعطيات المتبقية لBioCyc ولّدت بشكل حاسوبي لتتنبّأ بما يمثله المسار الاستقلابي في الأحياء. في بعض الحالات تدقق قاعدة المعطيات يدوياً بعد إنشائها. مع عام 2010 احتوت قاعدة المعطيات معلومات عن 1,004 جينوم. موقع الويب لBioCyc يحوي أدوات برمجية متعددة للبحث، العرض والمقارنة وتحليل معلومات الجينوم. ويحوي مستعرض للجينوم ومستعرضات للأيض شبكات الجينوم المضبوطة.يحتوي الموقع أيضاً على أداة لرسم (حقيقيات النوى omics) بحجم كبير في الشبكات الدقيقة الايضية ،وفي الجينوم. تعتمد قاعدة المعطيات في BioCyc على اداة برمجية تسمى أدوات الطريقة الحيوية من أجل توليدها ،التحديث التسلسلي وللاستفسار عن المحتويات.جميع قواعد معطيات BioCyc تشترك بالمخطط الأولي مما يسهل المقارنة بين القواعد.

## وصلات خارجية
- BioCyc